# Обробка матеріалів різанням

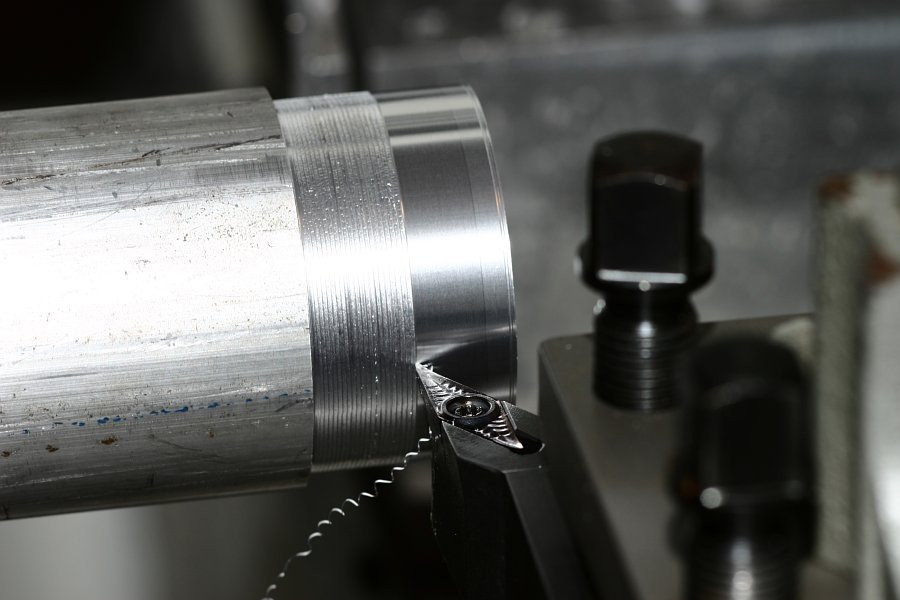
Токарна обробка зовнішньої циліндричної поверхні

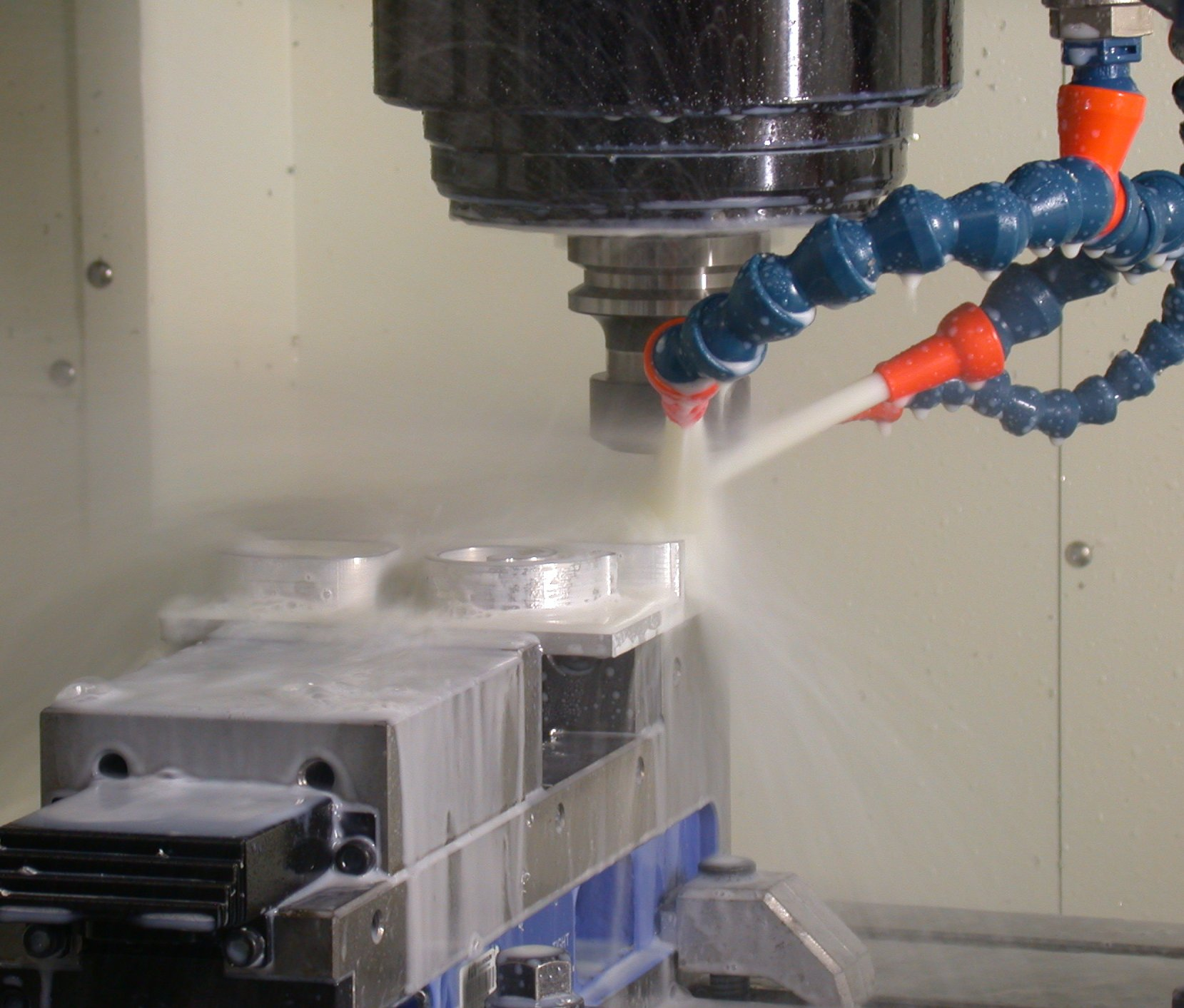
Фрезерування площини на вертикально-фрезерному верстаті

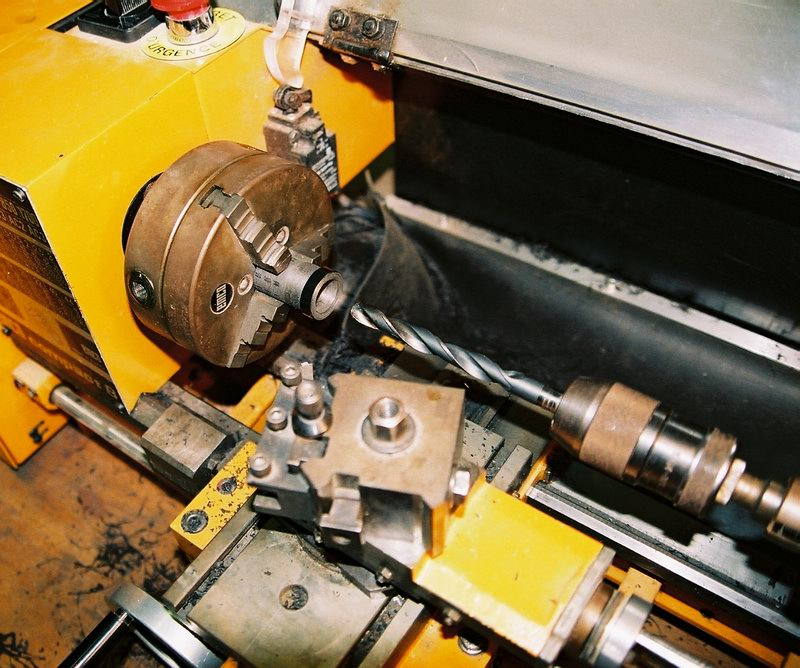
Свердління отвору на токарному верстаті

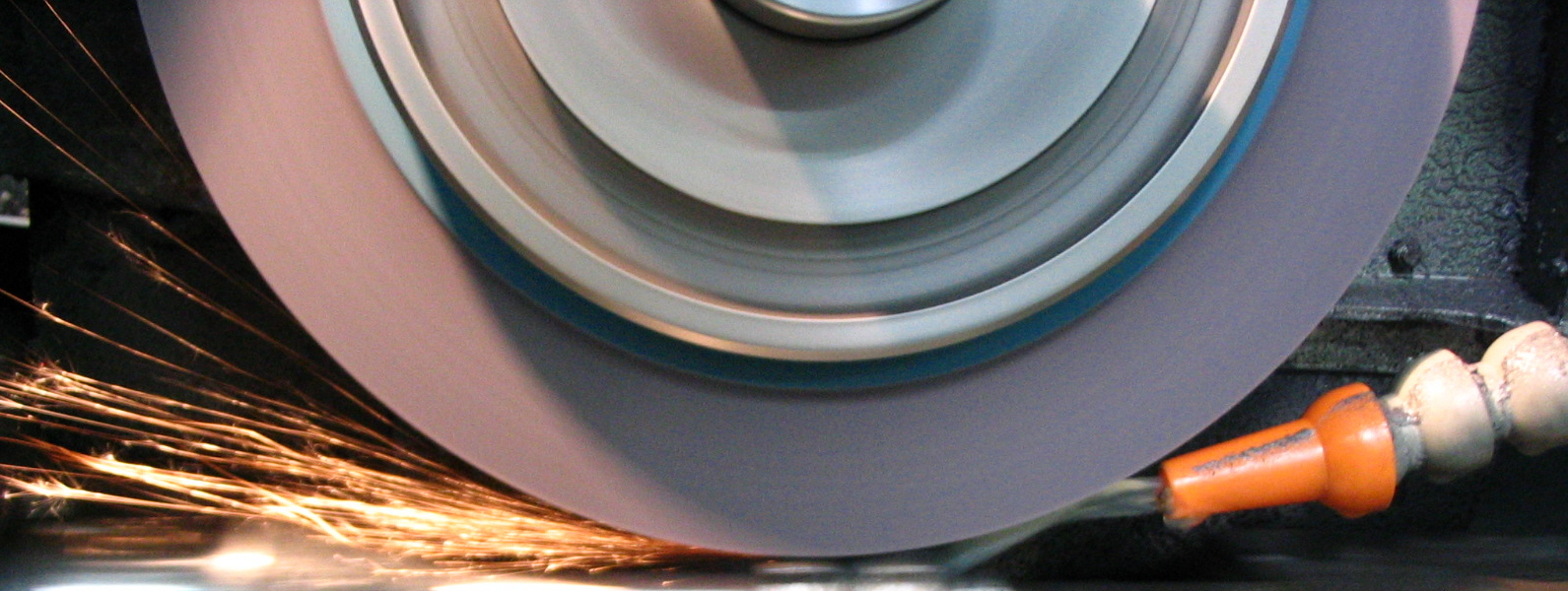
Шліфування площини на плоско-шліфувальному верстаті

Обро́бка матеріа́лів рі́занням — технологічний процес надання матеріалу-заготовці, необхідної форми і конфігурації за допомогою різноманітного різального інструмента.
За ДСТУ 2391-94: Оброблення різанням — вид механічного оброблення, яке полягає в утворенні нових поверхонь шляхом відділення поверхневих шарів матеріалу з утворенням стружки.

## Загальні поняття
Способи обробки металів тиском і литтям, як правило, не дають необхідної точності розмірів і чистоти поверхні заготовок (винятки складають спеціальні види лиття і холодне штампування). Тому куванням, штампуванням і литтям в більшості випадків виготовляють заготовки (напівфабрикати), що потребують додаткової обробки. Остаточна обробка виконується різанням, яке полягає в знятті з поверхонь заготовки визначеного шару металу, що залишається спеціально для цього. Шар металу, що знімається з металу, називається припуском на обробку. В результаті видалення припуску заготовка набуває точніших форми, розмірів та заданої шорсткості поверхонь, тобто перетворюється в деталь.
На цей вид оброблення припадає понад 90 % трудомісткості виготовлення більшості деталей. Для його реалізації існує ціла низка різноманітного металорізального обладнання, різного за розмірами, продуктивністю, ступенем автоматизації, яке забезпечує здійснення різних способів обробки різанням практично в усіх типах виробництва.
Обробка різанням є складним і дорогим процесом, який відрізняється значною трудомісткістю і значними втратами металу (при масовому виробництві зі стружкою втрачається 5 — 15 % металу, а при дрібносерійному і одиничному — до 25 %).

## Класифікація
Обробка різанням включає дві множини способів її реалізації: лезову та абразивну обробки.
Лезова обробка передбачає оброблення поверхонь заготовки одно- та багатолезовими інструментами — різцями, свердлами, фрезами, розвертками, протяжками та ін.
Абразивна обробка — це обробка поверхонь абразивними інструментами, виготовленими з природних або штучних абразивних матеріалів, — абразивними кругами, сегментами, брусками, стрічками та вільними абразивами у вигляді порошків, паст тощо.
Усі способи обробки різанням поділяють, у свою чергу, за точністю та шорсткістю обробленої поверхні на:
- чорнові;
- напівчистові;
- чистові;
- оздоблювальні.

## Реалізація
Кожен з цих процесів може бути ручним (слюсарна обробка) і механічним (верстатна обробка).
Слюсарна обробка низькопродуктивна і застосовується тільки для підгонки деталей при складанні і ремонті. Основним видом обробки на машинобудівних заводах є верстатна обробка, що виконується на металорізальних верстатах. При обробці заготовок в механічних цехах технологічний процес розділяється на окремі операції, що виконуються на різних верстатах із застосуванням різноманітних різальних інструментів і пристосувань. Щоб виконати обробку поверхні заготовки і одержати деталь заданої форми, необхідно закріпити заготовку і різальний інструмент та переміщувати їх в процесі обробки один відносно одного. При цьому на верстаті повинно виконуватись два рухи:
- головний рух різання, при якому лезо інструменту врізується в метал і відділяє від нього стружку;
- рух подачі необхідний для підводу під лезо нових шарів металу.

### Точіння

#### Точіння площин
Точіння площин виконують на верстатах токарної групи. На них обробляють торцеві поверхні деталей типу вал, диск, шків та ін. тіла обертання, а також площини рознять корпусів редукторів, насосів та інших деталей.
Процес точіння виконується при обертанні заготовки (головний рух — швидкість різання V, яка вимірюється у м/хв) та подачі S інструмента у мм/об у напрямку, перпендикулярному до осі заготовки. Залежно від конструкції верстата заготовка може обертатися навколо горизонтальної чи вертикальної (наприклад, на токарно-карусельних верстатах) осі шпинделя.
Особливістю точіння поверхонь є зміна швидкості різання під час переміщення різця відносно осі шпинделя. При точінні з напрямком подачі S від периферії до центра вона зменшується, а навпаки — збільшується.
Процес точіння площин (підрізання торців) забезпечує точність 9-10-го квалітетів при шорсткості Ra (6,3…1,25) мкм

#### Точіння зовнішніх циліндричних поверхонь
Подача при точінні здійснюється переміщенням інструмента уздовж осі заготовки, перпендикулярно до неї, під кутом або по складній кривій при обробці фасонних поверхонь і вимірюється у міліметрах на один її оберт S, мм/об.
Швидкість різання при точінні залежить від етапу обробки, матеріалу заготовки та різальної частини інструмента і в середньому становить 50…250 м/хв. Точіння забезпечує досягнення точності від 12-14-го квалітетів з шорсткістю поверхні Ra (25…6,3) мкм при чорновій обробці до 8-9-го квалітетів при чистовому точінні із шорсткістю Ra 0,4 мкм.

#### Розточування
Розточування отворів виконують в основному на верстатах токарної, розточувальної та фрезерної груп. Розточування виконується різцями різних конструкцій, які можуть бути закріплені як безпосередньо у різцетримачеві верстата, так і в спеціальних оправках. Швидкість різання забезпечується обертанням заготовки, а подача — переміщенням інструмента. На верстатах розточувальної групи обертається інструмент, а подача здійснюється як рухом шпинделя з інструментом, так і рухом стола із заготовкою.
Чистове розточування забезпечує точність обробки отвору за 8-10-м квалітетами при шорсткості поверхні Ra (0,8…2,5) мкм

#### Обробка різьби
Токарна обробка різьби може здійснюватись нарізанням різцем та вихровим методом.
Нарізання різцем забезпечує обробку як зовнішньої, так і внутрішньої різьби практично усіх форм профілю із точністю 4-6-го ступенів при шорсткості поверхні Ra (1,6…3,2) мкм. Вихровий метод полягає у тому, що заготовка встановлюється у патроні або у центрах, наприклад, на токарному верстаті. Їй надають обертання зі швидкістю 3-40 об/хв. Спеціальна головка, оснащена одним або декількома різцями та приводом від електродвигуна, встановлена на супорті верстата. Різці обертаються зі швидкістю, що забезпечує швидкість різання V = 20-100 м/хв. За один оберт заготовки головка переміщується в осьовому напрямі на крок різьби. Метод забезпечує обробку різби із точністю 4-6-го ступенів при шорсткості поверхні Ra (1,6…3,2) мкм.

### Фрезерування

#### Фрезерування площин
Фрезерування виконується за допомогою багатолезових інструментів — фрез, конструкція яких забезпечує обробку площин як у горизонтальному, так і у вертикальному положеннях під кутом до площини стола верстата, а також обробку фасонних елементів.
Фрезерування виконують на вертикально — та горизонтально-фрезерних, горизонтально-розточувальних, фрезерно-свердлильно-розточувальних, а також карусельно- та барабанно-фрезерних верстатах.
Залежно від конструкції різальної частини фрези, її матеріалу, а також режимів обробки фрезерування забезпечує точність у межах 8-14-го квалітетів при шорсткості поверхні у межах Ra (12,5…0,8) мкм.

#### Фрезерування зовнішніх циліндричних поверхонь
Фрезерування зовнішніх циліндричних поверхонь є продуктивним способом обробки. Його використовують для обробки шийок східчастих та колінчастих валів, гальмівних колодок тощо і виконують дисковими, торцевими або кінцевими фрезами на верстатах фрезерної групи. Заготовка за допомогою додаткових пристроїв обертається навколо своєї осі зі швидкістю 10-20 м/хв (обертальна подача), в той час як швидкість різання V, м/хв, забезпечує швидкість обертання фрези. Ширина дискової фрези дорівнює ширині поверхні, що обробляють.
Спосіб забезпечує точність обробки 9-10-го квалітетів при шорсткості поверхні Ra (5…8) мкм

#### Фрезерування різьби
Фрезерування різьби виконують на спеціальних різефрезерних, а також на універсально-фрезерних верстатах. Цей спосіб використовують як для попереднього нарізання різьби з подальшою її обробкою на токарному верстаті (для різьби з досить великим кроком 2-12 мм), так і як спосіб, що формує різбу остаточно. Фрезерують різьби як зовнішні, так і внутрішні трикутного, а також прямокутного, трапецеїдального та інших профілів.
Існують два основних способи фрезерування різьби — дисковими фрезами та груповими фрезами. Швидкість різання забезпечує обертальний рух фрези. Крім цього, обертається заготовка зі швидкістю обертальної подачі і реалізується відносне осьове переміщення заготовки та фрези (за один оберт заготовки) на величину кроку різьби. Точність різьби — 5-7-го ступенів при шорсткості Ra (0,63…3,2) мкм.

#### Фрезерування пазів та шліців
Фрезеруванням здійснюють обробку пазів на зовнішніх поверхнях. При фрезеруванні пазів швидкість різання забезпечує обертальний рух фрези. Подачу — швидкість відносного переміщення заготовки та інструмента у більшості випадків обробки забезпечують переміщенням стола верстата із заготовкою. Значення швидкості різання та подачі залежать від матеріалу заготовки, матеріалу різальної частини інструмента, точності обробки.
Фрезерування шліців може здійснюватися методом копіювання або обкочування. Метод копіювання передбачає обробку дисковою фрезою однієї шліцьової канавки або двох суміжних канавок одночасно набором фрез, після чого заготовку повертають на необхідний кут для обробки наступного паза. Метод обкочування реалізується на шліцефрезерувальних верстатах за допомогою черв'ячних шліцьових фрез.

### Стругання та довбання

#### Обробка плоских поверхонь
Стругання — це спосіб обробки поверхонь одним або декількома різцями шляхом взаємного прямолінійного зворотно-поступального переміщення заготовки та інструмента у горизонтальній площині. Стругання виконують на поздовжньо- та поперечно-стругальних верстатах. На поздовжньо-стругальних верстатах швидкість різання забезпечує рух стола із встановленою на ньому заготовкою, а на поперечно-стругальних — рух різця.
Довбання — це також спосіб обробки поверхонь шляхом взаємного прямолінійного зворотно-поступального переміщення заготовки та інструмента, але у вертикальній площині. При довбанні швидкість різання забезпечує рух інструмента — різця.

#### Обробка пазів та шліців
Довбанням обробляють шпонкові пази в отворах. Довбати шпонкові пази можна як у наскрізних, так і у глухих отворах. В останньому випадку конструкція деталі повинна мати паз для виходу різця у кінці робочого ходу. Довбання пазів забезпечує точність обробки 8-9-го квалітетів при шорсткості поверхні за параметром Ra (2,5….0,63) мкм. Стругання шліців на валах здійснюють за допомогою головок із кількістю різців, що дорівнює кількості шліцьових канавок. Таким чином, досягається дуже висока продуктивність способу, що досить важливо для умов масового виробництва.

### Протягування

#### Обробка зовнішніх циліндричних поверхонь
Спосіб обробки зовнішніх циліндричних поверхонь протягуванням використовують у великосерійному та масовому виробництвах на спеціальних верстатах в основному при обробці шийок колінчастих валів.
Заготовка при обробці повільно обертається зі швидкістю обертальної подачі Sоб, а протяжка прямолінійно переміщується зворотно-поступально. Ширина протяжки дорівнює ширині поверхні. Протягування забезпечує точність обробки 7-8-го квалітетів при шорсткості поверхні Ra (6,3…0,2) мкм

#### Протягування отворів
Протягування — це дуже продуктивний спосіб обробки отворів різальним інструментом — протяжкою. Протяжка являє собою багатолезовий інструмент, форма лез якого на чистовій ділянці відповідає за формою отвору, що протягують.
Протяжка рухається крізь отвір, що протягують, прямолінійно зі швидкістю різання V= (8-15) м/хв при нерухомій заготовці. Подачею при протягуванні вважають Sz — подачу на зуб як різницю розмірів за висотою двох суміжних зубців Sz=(0,01…0,2) мм/зуб. Чистове протягування забезпечує точність обробки отвору за 6-7-м квалітетами та шорсткості поверхні Ra (0,32…1,25) мкм.

#### Протягування пазів
Протягування наскрізних шпонкових пазів в отворах виконують на горизонтально-протяжних верстатах за один або декілька робочих ходів. Режими різання та параметри точності такі ж як і при протягування отворів.

### Свердління
Свердління є єдиним способом лезової обробки для створення отвору у суцільному матеріалі і використовується для обробки лише внутрішніх циліндричних поверхонь.
Різальним інструментом при свердлінні є свердла, які можуть мати різну конструкцію і різне призначення. Спіральні свердла використовують для обробки отворів у суцільному матеріалі, а також для збільшення розміру вже просвердленого отвору (розсвердлювання). Комбіновані свердла призначені для створення декількох поверхонь за один робочий хід. Вони можуть поєднувати в одній конструкції й інші інструменти, наприклад, свердло-зенкер тощо. Кільцеві свердла використовують для обробки отворів великого діаметра (як правило, більшого, ніж 60-70 мм). При цьому після обробки отвору залишається стрижень, який може бути використаний для виготовлення інших виробів.
Швидкість різання при свердлінні залежить від етапу обробки, матеріалу заготовки та різальної частини інструмента і в середньому становить V = (5…80) м/хв. Свердління забезпечує точність обробки отвору 11-13-го квалітетів при шорсткості поверхні Ra (3,2..12,5) мкм.

### Зенкерування
Зенкерування використовують для обробки попередньо отриманих отворів (свердлінням або у вихідній заготовці — литтям, штампуванням тощо) з метою збільшення розміру, підвищення точності.
Різальним інструментом є багатолезовий інструмент зенкер. Зенкери мають різноманітні конструкції від суцільних до насадкових. Різальну частину виготовляють як із швидкорізальної сталі, так і оснащують пластинками із твердих сплавів. Зенкерувати можна конічні отвори під подальше розвірчування конічними розвертками.
Швидкість різання при зенкеруванні залежить від матеріалу заготовки та різальної частини інструмента і в середньому становить V = (30…80) м/хв при подачі 0,5…1,5 мм/об. Зенкерування забезпечує точність обробки отвору 8-11-го квалітетів при шорсткості поверхні Ra (1,0-2,5) мкм.

### Розвірчування
Розвірчування є основним способом чистової обробки отворів діаметром до 300 мм. Йому завжди передують свердлення, зенкерування або розточування. Розвірчування дозволяє обробляти циліндричні, конічні, а також східчасті отвори.
Швидкість різання при розвірчуванні V = (2-15) м/хв при подачі S=(0,5…3,5) мм/об. Чистове розвірчування забезпечує точність обробки отвору за 6-7-м квалітетами при шорсткості поверхні Ra (0,63…1,25) мкм

### Зенкування та цекування
Зенкування використовують для виготовлення конічних заглиблень (фасок) у отворах під конічні головки потайних гвинтів, при нарізанні різі, для притуплення гострих кромок тощо. Зенкування можна виконувати як спеціальними інструментами — зенківками, так і свердлами великого діаметра, загостреними під потрібним кутом.
Цекування — це обробка зовнішньої торцевої поверхні отвору або поверхні східчастого отвору під головки болтів тощо для забезпечення їх перпендикулярності до осі отвору. Цекування використовують для обробки торців отворів на верстатах свердлильно-розточувальної групи. Цекування є різновидом зенкування і виконується цековками, які мають можливість різання торцем. Цековка у своїй конструкції має напрямний елемент, призначений для орієнтації її осі у попередньо виготовленому отворі.

### Шабрування
Шабрування — це точна обробка поверхні деталі шляхом знімання мікроскопічно тонкого шару металу за допомогою спеціального однолезового різального інструмента — шабера. Це процес чистової обробки, який може бути використаний як до площин, так і для поверхонь іншої форми. Метою шабрування є підвищення точності форми, розміру, взаємного розташування попередньо оброблених іншими способами поверхонь.

### Шліфування

#### Шліфування площин
Шліфування площин здійснюють на плоскошліфувальних верстатах із прямокутним або круглим столом. Шліфування здійснюють як периферією, так і торцем круга.
Шліфування площин забезпечує 6-7-й квалітети точності розмірів при шорсткості поверхні Ra (0,63…0,16) мкм

#### Шліфування зовнішніх циліндричних поверхонь
При шліфуванні зовнішніх циліндричних поверхонь використовують дві основні схеми — шліфування з поздовжньою подачею (на прохід) та з поперечною подачею (врізне шліфування). Шліфування виконують на круглошліфувальних верстатах.
Швидкість різання V = 35…60 м/с забезпечується за рахунок обертання шліфувального круга. Заготовку в більшості випадків встановлюють у жорстких центрах та забезпечують її обертання зі швидкістю на поверхні обробки 10…20 м/хв. Точність чистового шліфування поверхонь досягає 6-7-го квалітетів при шорсткості поверхні Ra 0,2 мкм.
Крім розглянутих способів для деталей типу штифтів, гладких та східчастих валиків, використовують спосіб безцентрового шліфування, яке теж буває на прохід та врізним.

#### Шліфування отворів
Шліфування отворів виконують на внутрішньошліфувальних верстатах.
Швидкість різання V = 35-60 м/с забезпечується за рахунок обертання шліфувального круга. При шліфуванні отворів невеликого діаметра (менше за 10 мм) забезпечення таких швидкостей різання досить утруднене, тому вона може сягати близько 10 м/с.
Заготовку при шліфуванні з поздовжньою подачею здебільшого встановлюють у патроні та забезпечують її обертання зі швидкістю на поверхні обробки 10-20 м/хв . Кінематика процесу нагадує зовнішнє шліфування. Врізне шліфування з поперечною подачею здійснюють абразивними кругами, ширина яких перевищує довжину поверхні, що обробляють. Обробка здійснюється тільки з поперечною подачею круга, яка вимірюється у мм/об заготовки. Її значення знаходиться у діапазоні 0,003…0,02 мм/об.
Планетарна схема шліфування отворів, використовується для великогабаритних заготовок, які неможливо обертати. За цією схемою шліфувальному кругу, окрім обертання стосовно власної осі, надається додатковий рух обертання (планетарний рух), який забезпечує розмір отвору. Безцентрове шліфування отворів передбачає обертання незакріпленої заготовки.
Точність чистового шліфування отворів досягає 6-7-го квалітетів при шорсткості поверхні Ra (0,32…1,6) мкм

#### Шліфування різьби
Шліфування різьби — один з економічних способів їх точної обробки, особливо для виробів, що підлягають термічній обробці. Шліфування як для зовнішньої, так і для внутрішньої різьби виконують на різешліфувальних верстатах за двома основними схемами — з використанням одно- та багатониткових шліфувальних кругів. Шліфують загартовані різальні інструменти — фрези, мітчики, різенакатувальні плашки та ін., різноманітні калібри для контролю різьби, точні ходові різьби тощо.
При шліфуванні різьби швидкість різання 35-60 м/с забезпечується обертанням шліфувального круга. Шліфування забезпечує досягнення 3-4-го ступенів точності різьби із шорсткістю поверхні Ra (0,32-0,63) мкм.

### Притирання

#### Притирання плоских поверхонь
Притирання — метод чистової абразивної обробки поверхонь деталей шліфувальними порошками чи пастами, за якого обробний інструмент і заготовка одночасно здійснюють відносний рух із швидкостями одного порядку, або в разі нерухомості одного з них інший здійснює складний рух
Різальним інструментом для притирання є притир. Притири для площин — притиральні плити, які можуть бути як прямокутної, так і круглої форми.
Притирання є процесом оздоблювальної обробки, який забезпечує високу точність (4-5-й квалітети) та мінімальну шорсткість поверхні Ra (0,01…0,04) мкм

#### Притирання зовнішніх циліндричних поверхонь
Притирання зовнішніх циліндричних поверхонь у більшості випадків здійснюють на верстатах токарної групи з горизонтальною віссю шпинделя. В умовах масового виробництва, наприклад, при виготовленні поршневих пальців для притирання використовують спеціальні верстати.
Різальним інструментом є притир у вигляді розрізаної з одного боку по всій довжині втулки із внутрішнім діаметром, що дорівнює діаметру поверхні притирання. Конструктивно притир має елементи (хомут, болтове з'єднання тощо), що дозволяють стискати його відносно оброблюваної поверхні для створення певної сили тиску абразиву на поверхню.
Швидкість при обертання заготовки 19…20 м/хв, а зворотно-поступальна швидкість притира — 1…3 м/хв. Притирання забезпечує 3-5-й квалітети точності при шорсткості до Ra (0,02…0,04) мкм

#### Притирання отворів
Притирання отворів здійснюють за такими основними схемами:
- заготовка нерухома, а притир закріплений за допомогою шарнірного пристрою у шпинделі, наприклад, вертикально-свердлильного верстата, обертається та рухається зворотно-поступально;
- притир, закріплений у патроні, наприклад, токарного верстата обертається, а заготовку, одягнуту на притир, переміщають зворотно-поступально;
- заготовка, закріплена у патроні, наприклад, токарного верстата, обертається, а притир, уведений в отвір переміщують зворотно-поступально.

Швидкість головного руху при притиранні отворів 19-20 м/хв, а зворотно-поступальна швидкість — 1…3 м/хв. Притирання отворів забезпечує 3-5-й квалітети точності при шорсткості до Ra (0,02…0,16) мкм.

### Полірування

#### Полірування площин
Полірування — оздоблювальна обробка, метою якої є зменшення шорсткості поверхні як у декоративних, так і в експлуатаційних цілях для підвищення її зносостійкості.
Полірування здійснюють за допомогою абразивних матеріалів дуже дрібних фракцій. Це можуть бути як природні матеріали — крокус, крейда, тальк та ін., так і штучні абразиви. Їх наносять на полірувальні круги та стрічки, включають до складу полірувальних паст, суспензій, а також використовують у вигляді вільних абразивів. Полірувальні круги виготовляють із фетру, повсті, гуми тощо. На їх периферію наносять абразивну пасту або порошок, який закріплюють за допомогою клею.
Швидкість різання при поліруванні кругом або стрічкою до 40-50 м/с забезпечується обертанням круга або швидкістю стрічки. Заготовку притискають до круга або стрічки із питомим зусиллям 0,035…0,075 МПа. Полірування дозволяє зменшити шорсткість поверхні до рівня Ra (0,01…0,04) мкм

#### Полірування зовнішніх циліндричних поверхонь
Полірування поверхонь обертання, як і площин, використовують з метою зменшення шорсткості поверхні як у декоративних, так і в експлуатаційних цілях — підвищення її зносостійкості.

### Оздоблювальне оброблення

#### Суперфінішування
Суперфінішування — це процес оздоблювальної обробки поверхні за допомогою спеціальної головки з абразивними брусками, яким надається рух коливання з певною амплітудою 2…6 мм та частотою V = 200…1000 коливань за хвилину.
Заготовка обертається зі швидкістю на поверхні обробки Sоб = (1…7) м/хв, а головка переміщається зворотно-поступально уздовж поверхні, що підлягає обробці Sпр. Бруски притискаються до поверхні з питомим зусиллям p = (0,05…0,25) МПа. Суперфінішування забезпечує 3-5-й квалітети точності при шорсткості до Ra (0,1…0,02) мкм.

#### Хонінгування
Хонінгування — це процес оздоблювальної обробки отворів спеціальним інструментом — хонінгувальною головкою. Обробку виконують як на спеціальних хонінгувальних верстатах, які мають як вертикальну вісь обертання (для отворів довжиною до 2000 мм), так і горизонтальну (для глибших отворів). Технологічні можливості хонінгування забезпечують обробку отворів діаметром від 2,5 мм до 1000 мм і довжиною до 25000мм
Хонінгувальна головка являє собою втулку, у радіальних пазах якої закріплені абразивні бруски. Ці бруски мають можливість радіального переміщення, що створює певний тиск на поверхню отвору. Хонінгувальна головка обертається зі швидкістю в зоні обробки V = (20-70) м/хв та здійснює зворотно-поступальний рух зі швидкістю 5…20 м/хв. Процес хонінгування забезпечує виправлення таких похибок форми отворів, як бочкоподібність, сідлоподібність, конусоподібність, та забезпечує точність розмірів 5-7-го квалітетів при шорсткості поверхні Ra (0,04…0,25) мкм.